# Ilocos
Região de Ilocos é um região de Filipinas nas Filipinas. De acordo com o censo de 1 de maio  de  2020 possui uma população de 5 301 139 pessoas e 1 306 256 domicílios.